# Silly Sally
„Silly Sally“ je singl skupiny Iron Butterfly, vydaný v roce 1971. Skladba "Stone Believer" pochází z alba Metamorphosis. Chvíli po vydání singlu se skupina rozpadla. Na B-straně singlu vyšla skladba „Stone Believer“.

## Seznam skladeb
Strana 1
„Silly Sally“ (Pinera & M. Jones) – 2:12
Strana 2
„Stone Believer“ (Doug Ingle, Ron Bushy, Lee Dorman) – 4:25

## Sestava
- Doug Ingle – zpěv, varhany
- Mike Pinera – kytara, zpěv
- Larry "Rhino" Reinhardt – kytara
- Lee Dorman – baskytara, zpěv
- Ron Bushy – bicí